# Idstone
Idstone – osada w Anglii, w regionie South East England, w hrabstwie Oxfordshire, w dystrykcie Vale of White Horse, w parafii cywilnej Ashbury. Przed zmianami granic z 1974 roku miejscowość należała do hrabstwa Berkshire. Leży około 10 km na wschód od Swindon w sąsiadującym hrabstwie Wiltshire.

## Archeologia
Na Idstone Down, położonym około 4 km na południowy wschód od osady i około 1,2 km na południowy zachód od posiadłości Ashdown House, mieści się grupa kopułowych kurhanów zwanych The Three Barrows.

## Historia
Na przestrzeni wieków nazwa osady ulegała częstym zmianom. I tak w XII wieku brzmiała Edwineston, w XV wieku Edyston, a następnie Edwiston, oraz Idston, Hidston, Geston i Jeston w XVII wieku. Nazwa Edwinston była prawdopodobnie używana do XIX lub XX wieku.
W XII wieku posiadłość w Edwineston, zarządzana przez benedyktyńskiego opata Glastonbury będącego feudalnym władcą, oceniana była na 3 hide.
Pub Trip the Daisey został zbudowany w XVII wieku. Obecnie jego budynek służy jako dom prywatny.